# Денисова, Зоя Фёдоровна
Зоя Фёдоровна Денисова (3 февраля 1928, Верхняя Кумашка, Чувашская АССР — 29 сентября 2017, Чебоксары) — советская и российская певица и педагог.

## Биография
Родилась 3 февраля 1928 года в деревне Верхняя Кумашка Шумерлинского района Чувашской АССР в крестьянской семье.Также в семье по мимо Зои было 5 девочек и 4 мальчика, трое из которых погибли в младенческом возрасте
В 1949 году окончила чувашскую оперную студию при Саратовской государственной консерватории.
В 1949—1957 годах работала солисткой Чувашского государственного ансамбля песни и пляски. В 1950 году создала Чувашский женский вокальный квартет (М. В. Васильева, З. Ф. Денисова, В. Н. Корнишина, Т. И. Чумакова), который стал лауреатом Всесоюзного конкурса и участником 6-го Всемирного фестиваля молодёжи и студентов в Москве (1957). Стала членом КПСС.
В 1960—1962 годах Денисова работала заведующей учебной частью Чебоксарской детской музыкальной школы. В 1957—1963 годах она работала преподавателем Чебоксарского музыкального училища; в 1963—1988 годах — преподаватель и затем директор директор Чебоксарской музыкальной школы № 1 им. С. Максимова, одновременно в 1963—1974 годах — преподаватель Чебоксарского музыкального училища. По инициативе Зои Фёдоровны постановлением Совета Министров Чувашской АССР от 5 октября 1965 года Чебоксарской детской музыкальной школе № 1 было присвоено имя одного из её первых руководителей С. М. Максимова.
Умерла 29 сентября 2017 года в Чебоксарах, где и была похоронена.

## Награды
Удостоена званий Заслуженный работник культуры Чувашской АССР (1970) и заслуженный работник культуры РСФСР (1978). Почётный гражданин деревни Верхняя Кумашка.

## Наследие
Фирмой «Мелодия» были выпущены пластинки Чувашского женского вокального квартета. Свыше 100 записей квартета хранится в фондах Чувашского радио и телевидения.